# 安亭鎮
安亭鎮（あんてい-ちん）は中華人民共和国上海市嘉定区に位置する鎮。上海市の「一城九鎮」の中でも重要な衛星都市である。

## 地理
安亭鎮は嘉定区の南西に位置して、嘉定区政府より13kmの距離にあり、江蘇省崑山市を西に臨んで、南は青浦区白鶴鎮に接する。

## 歴史
明代の正徳年間に鎮が形成され、古制の「十里一亭」の名声を得る。1987年に安亭郷、2000年に方泰郷、2009年に黄渡鎮を吸収。2001年に上海国際自動車城が建設された際に白鶴鎮の一部地区も安亭鎮に編入された。

## 行政区画
下部に16社区、37村を管轄する
- 社区:迎春社区、紅梅社区、玉蘭第一社区、玉蘭第二社区、玉蘭第三社区、紫荊社区、方泰社区、博泰社区、新鎮社区、沁富社区、緑苑社区、春盛苑社区、澳麗映象社区、博園社区、黄渡社区、莱茵社区
- 村:塔廟村、双浦村、南安村、呂浦村、顧浦村、水産村、蘭塘村、向陽村、新涇村、前進村、塘荘村、林家村、火炬村、先鋒村、趙巷村、星光村、星明村、光明村、黄墻村、朱涇村、漳浦村、顧塁村、方泰村、陸象村、謳思村、方泰村、水産村、西元村、龔閔村、泥崗村、鄧家角村、黄沈村、聯群村、聯西村、横河村、孟涇村、銭家村、朱家村、羅家村、星塔村、許家村、東街村、楊木橋村、顧家村、老宅村

## 経済
1958年、上海市政府の決定により安亭鎮に工業区が設置され多くの工場が進出した。1984年、ドイツのフォルクスワーゲンが合弁企業を設立、自動車を生産を開始、のちに上海汽車総公司も移転し、安亭鎮は「汽車城（自動車の都）」として自動車工業に依拠した経済建設が進められた。現在は上海インターナショナルサーキットも設立されている。現在、安亭鎮の1人当たりのGDPは年額15000ドル近くまで達している。

## 交通
- 鉄道
  - 滬寧高速道路（上海-南京間の高速道路）
  - 滬寧線（上海-南京間の鉄道路線）
- 水運
  - 呉淞江
  - 蘊藻浜